# Редькин, Сергей Васильевич
Сергей Васильевич Редькин (11 октября 1972, Горький) — советский и российский футболист, полузащитник.
Начал заниматься футболом в автозаводской СДЮШОР № 8, в спецклассе 37-й школы, тренеры Анатолий Дмитриевич Нефёдов и Евгений Васильевич Чернышов. Карьеру начал в 1990 году в команде второй низшей лиги СССР «Знамя» Арзамас. Далее играл за команду, переименованную в «Торпедо», во второй (1992—1994) и первой (1995—1996) лигах России. В 1997—1999 играл за клуб «Торпедо-Виктория» НН, поднявшись с ним из третьей лиги в первый дивизион. Второй круг 1999 года провёл в аренде в «Торпедо» Павлово. В 2000—2004 годах играл в саранской «Светотехнике»/«Лисме-Мордовии», с которой 2002 году вышел в первый дивизион. Профессиональную карьеру закончил в 2005 году в нижегородской «Волге».
На любительском уровне играл за команды «Волга» Балахна (2006, 2008), «Оружейник» Тула (2007), «Энергетик» Урень (2007), нижегородские клубы «КиТ» (2009), «Волготрансгаз» (2011—2012), «ДЮСШ-НИК» (2014), «ДЮСШ-Олимпиец-НИК-Д» (2015). Тренер команд первенства Нижегородской области «Олимпиец-ДЮСШ-НИК» (2017), «ДЮСШ-НИК» (2018).